# Medzianky
Medzianky este o comună slovacă, aflată în districtul Vranov nad Topľou din regiunea Prešov. Localitatea se află la altitudinea de 224 m deasupra n.m., se întinde pe o suprafață de 4,93 km2 și în 2017 număra 287 de locuitori.

## Istoric
Localitatea Medzianky este atestată documentar din 1212.

## Demografie
| An:                | 1994 | 2004   | 2014   | 2024   |
| ------------------ | ---- | ------ | ------ | ------ |
| Număr de persoane: | 300  | 317    | 293    | 310    |
| Diferență:         |      | +5,66% | −7,57% | +5,80% |

| An:                | 2023 | 2024   |
| ------------------ | ---- | ------ |
| Număr de persoane: | 309  | 310    |
| Diferență:         |      | +0,32% |